# Sulfidy
Sulfidy (starším názvem též sirníky) jsou sloučeniny síry s oxidačním číslem S−II.
Většinou jde o kovalentní sloučeniny (včetně organických sloučenin), ve kterých je síra dvojvazná. Sulfidový anion se vyskytuje v silně zásaditých sloučeninách jako sulfid lithný (Li2S), sulfid sodný (Na2S) nebo sulfid draselný (K2S). Iontové sulfidy jsou solemi kyseliny sulfanové (sirovodíkové).
Sulfidy jsou hospodářsky důležité nerostné suroviny (rudy), vznikají krystalizací z horkých roztoků, obvykle se vyskytují pospolu – nerosty rudných žil. Mezi nimi je nejrozšířenější pyrit – FeS2 (kočičí zlato, disulfid železnatý).

## Minerály
- Akantit (Ag2S)
- Arsenopyrit (FeAsS)
- Auripigment (As2S3)
- Berthierit (FeSb2S4)
- Bornit (Cu5FeS4)
- Boulangerit (Pb5Sb4S11)
- Cinabarit (HgS)
- Covelin (CuS)
- Galenit (PbS)
- Chalkopyrit (CuFeS2)
- Jamesonit (Pb4FeSb6S14)
- Molybdenit (MoS2)
- Pyrit, markazit (FeS2)
- Realgar (AsS)
- Sfalerit (ZnS)
- Stibnit, antimonit (Sb2S3)

## Organické sulfidy
Sulfidy se hojně vyskytují v přírodě též v organické podobě s obecným vzorcem R1–S–R2 (např. dimethylsulfid) nebo R–SH (thioly). Thioly mohou být oxidovány na disulfidy R1–S–S–R2.

## Výroba anorganických sulfidů
Možností výroby je hned několik. Především, je možno vytvářet sulfidy reakcí hydroxidu se sulfanem (popřípadě kyselinou sulfanovou). Jako příklad si můžeme uvést reakci hydroxidu sodného (NaOH) či hydroxidu železitého (Fe(OH)3) se sulfanem (H2S):
| 2NaOH + H2S → Na2S + 2H2O | \| \| \| \| \| \| \| \| |  |
|                           |                         |  |
|                           |                         |  |

| 2Fe(OH)3 + 3H2S → Fe2S3 + 6H2O | \| \| \| \| \| \| \| \| |  |
|                                |                         |  |
|                                |                         |  |

Některé kovy, jež jsou vlevo v Beketovově řadě kovů, zvláště alkalické kovy, umožňují reakci přímo se sulfanem, např. sodík (Na):
| 2Na + H2S → Na2S + H2 | \| \| \| \| \| \| \| \| |  |
|                       |                         |  |
|                       |                         |  |

Všechny neušlechtilé kovy umožňují reakci síry s kovem, za vzniku sulfidu. Na příklad třeba železo (Fe), za vzniku sulfidu železnatého:
Fe + S → FeS
Sulfidy rovněž vznikají v anorganické analytické chemii, při reakci solí kovů se sulfidem sodným či sulfanem. Příkladem může být skoro kterýkoliv kov, včetně stříbra. V rovnici vystupuje dusičnan stříbrný (AgNO3) a sulfid sodný Na2S.
| 2AgNO3 + Na2S → Ag2S + 2NaNO3 | \| \| \| \| \| \| \| \| |  |
|                               |                         |  |
|                               |                         |  |

Sulfid stříbrný zde vytvoří tmavou sraženinu, čehož se využívá u zkoumání přítomnosti iontů.

## Ukázky sulfidů
Zde jsou některé příklady sulfidů v čisté, práškovité podobě.
| Vzhled | Systematický název | Vzorec | Geologický název (existuje-li) |
|        | Disulfid železnatý | FeS2   | pyrit                          |
|        | Sulfid stříbrný    | Ag2S   | akantit                        |
|        | Sulfid sodný       | Na2S   |                                |
|        | Sulfid olovnatý    | PbS    | galenit                        |
|        | Sulfid měďnatý     | CuS    | covelin                        |
|        | Sulfid manganatý   | MnS    |                                |
|        | Sulfid kobaltnatý  | CoS    |                                |
|        | Sulfid hlinitý     | Al2S3  |                                |
|        | Sulfid bismutitý   | Bi2S3  |                                |